# Hrabstwo Wheeler (Georgia)

Piramida wieku hrabstwa

Hrabstwo Wheeler (ang.: Wheeler County) – hrabstwo w stanie Georgia, w Stanach Zjednoczonych. Z gęstością 9,6 os./km² należy do trzydziestu najsłabiej zaludnionych hrabstw Georgii. Jego siedzibą administracyjną jest miasto Alamo.
Powstało w 1912 roku. Jego nazwa powstała od nazwiska Joseph Wheeler (1836–1906), bohatera wojny secesyjnej, kongresmena Stanów Zjednoczonych.

## Geografia
Według spisu z 2000 obszar całkowity hrabstwa obejmuje powierzchnię 777 km², z czego 771 km² stanowią lądy, a 6 km² stanowią wody.

### Miejscowości
- Alamo
- Glenwood

### Sąsiednie hrabstwa
- Hrabstwo Treutlen (północ)
- Hrabstwo Montgomery (wschód)
- Hrabstwo Jeff Davis (południowy wschód)
- Hrabstwo Telfair (południowy zachód)
- Hrabstwo Dodge (zachód)
- Hrabstwo Laurens (północny zachód)

## Demografia
Według spisu z 2020 roku liczy 7471 mieszkańców, co oznacza wzrost o 0,7% w porównaniu z poprzednim spisem z roku 2010. Według danych pięcioletnich z 2021 roku 60,2% to biali (55,5% nie licząc Latynosów), 37,6% czarnoskórzy lub Afroamerykanie, 1,6% miało rasę mieszaną, 0,4% Azjaci i 0,2% to rdzenna ludność Ameryki. Latynosi stanowili 6% populacji hrabstwa.

## Polityka
Hrabstwo jest przeważająco republikańskie, gdzie w wyborach prezydenckich w 2020 roku, 69,3% głosów otrzymał Donald Trump i 30,2% przypadło dla Joe Bidena. 